# Мохиганга
Мохиганга (шп: mojiganga) је кратка драмска подврста шпанског Златног века. Мохиганга је комично-бурлескни текст у стиху карневалског типа у коме доминирају конфузија и намерне нелогичности, и који се приказивао на крају комедије. Постоје две врсте: 
- Паратеатралне.
- Драмске.

Временом, мохиганга је изашла из својих оквира и узурпирала је простор барокног ентремеса. Из мешавине ове две позоришне врсте рађа се мохиганга ентремесада, која ће средином XVII века бити практично увек кратки драмски комад. Међу онима који су гајили ову врсту, спадају Педро Калдерон де ла Барка, Франсиско Кеведо, Висенте Суарез де Деза, Алонсо де Ајала, Хуан де Леон Мерчанте, и други.
Драмске мохиганге су настале из паратеатралних мохиганги, и укрштају се са комичном популарном уличном културом. То су драматизације које су се припремале за карневал или за друге типове славља профаног или карневалског карактера. Кад су уведене у позориште, прво су се убацивале између другог и трећег чина. Ликови су углавном исти они које срећемо у карневалским представама на улици или који се појављују у дворским представама чисто гротескног карактера које се приказују за те празнике. Такође су одраз друштвене реалности тог доба, иако смештени у карневалске стереотипе.
Мохиганга је спектакл у ком се мешају ентремес, игра и музика. Потиче од бохиганге (шп: boxiganga) из XVII века, позоришне врсте која се приказивала у шпанским колонијама у Америци, и која је садржала елементе аутохтоне културе и средњовековног театра. Мисионари, као на пример, отац Бартоломе де лас Касас (шп: Padre Bartolomé de las Casas) говорили су о мохиганги као о мисионарском позоришту чији је циљ био ширење хришћанства и покрштавање Индијанаца у Америци.
У Хиспаноамерици, термин се први пут употребио 1637. године да означи улични плес током карневала. Мимика је овде имала важнију улогу него реч и глумци су имитирали животиње, обично бика кога су сви јурили и исмевали га, и обрнуто.